# 安西智
安西 智（あんざい さとし、1981年 - ）は、日本の絵師。絵描きユニット「だるま商店」メンバー。

## 来歴
埼玉県出身。駒澤大学文学部国文学科卒業。幼少から絵を独学で学ぶ。2003年秋にディレクター島直也と絵描きユニット「だるま商店」を結成。京都へ移住。大胆な筆使いと多色で緻密なグラデーションを得意とし、画材も墨からCGと様々。代表作に真言宗善通寺派大本山隨心院の襖絵、臨済宗建仁寺派大本山建仁寺塔頭六道珍皇寺の屏風、大手企業のポスター・パッケージなど。全国各地の祭りの絵やフランスやベトナムなど海外でも作品を発表する。

## 作品
「だるま商店」を参照